# Ignác Schmedla
Ignác Schmedla, křestní jméno též Ignatz nebo Hynek (14. července 1797 Praha – 13. února 1839 Praha) byl český portrétní malíř.

## Život
Narodil se v rodině pražského parukáře Andrease Schmedly a jeho manželky Františky Arbesové. Studoval na pražské Akademii, kde spolupracoval s Franzem Nadorpem. Žil na pražském Novém Městě, později na Malé Straně, kde také zemřel.

### Rodinný život
Dne 3. listopadu 1829 se v Praze oženil. S manželkou Johannou, rozenou Hoffmannovou (*1805) měl sedm dětí, převážně předčasně zemřelých.

## Dílo
Ignác Schmedla byl kreslíř portrétů a litograf, pracoval pro tiskárnu Bohumil Haase a synové.
Byl též jedním z ilustrátorů nedokončeného pokusu o publikaci nejvýznamnějších děl umění v Čechách do poloviny 19. století Julia Maxmiliana Schottkyho (1797–1849)  Alterthümer des Königreiches Böhmen z roku 1831.

## Galerie

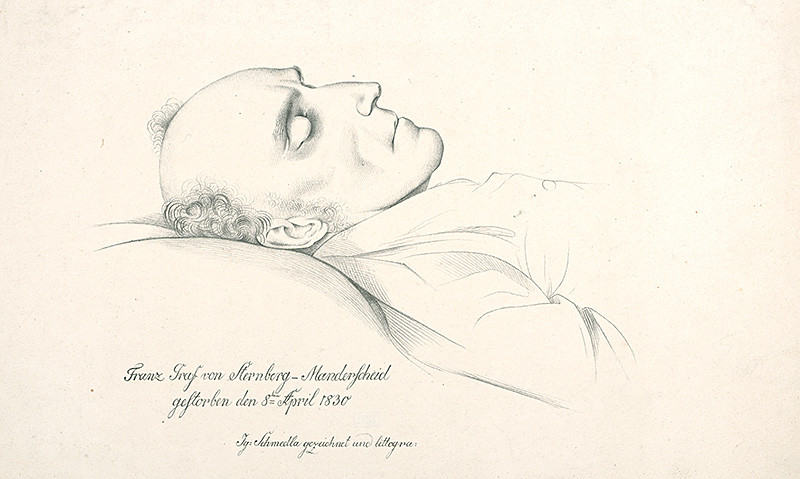
Ignác Schmedla: Posmrtný portrét hraběte Františka Šternberka-Manderscheida (litografie, 1830)
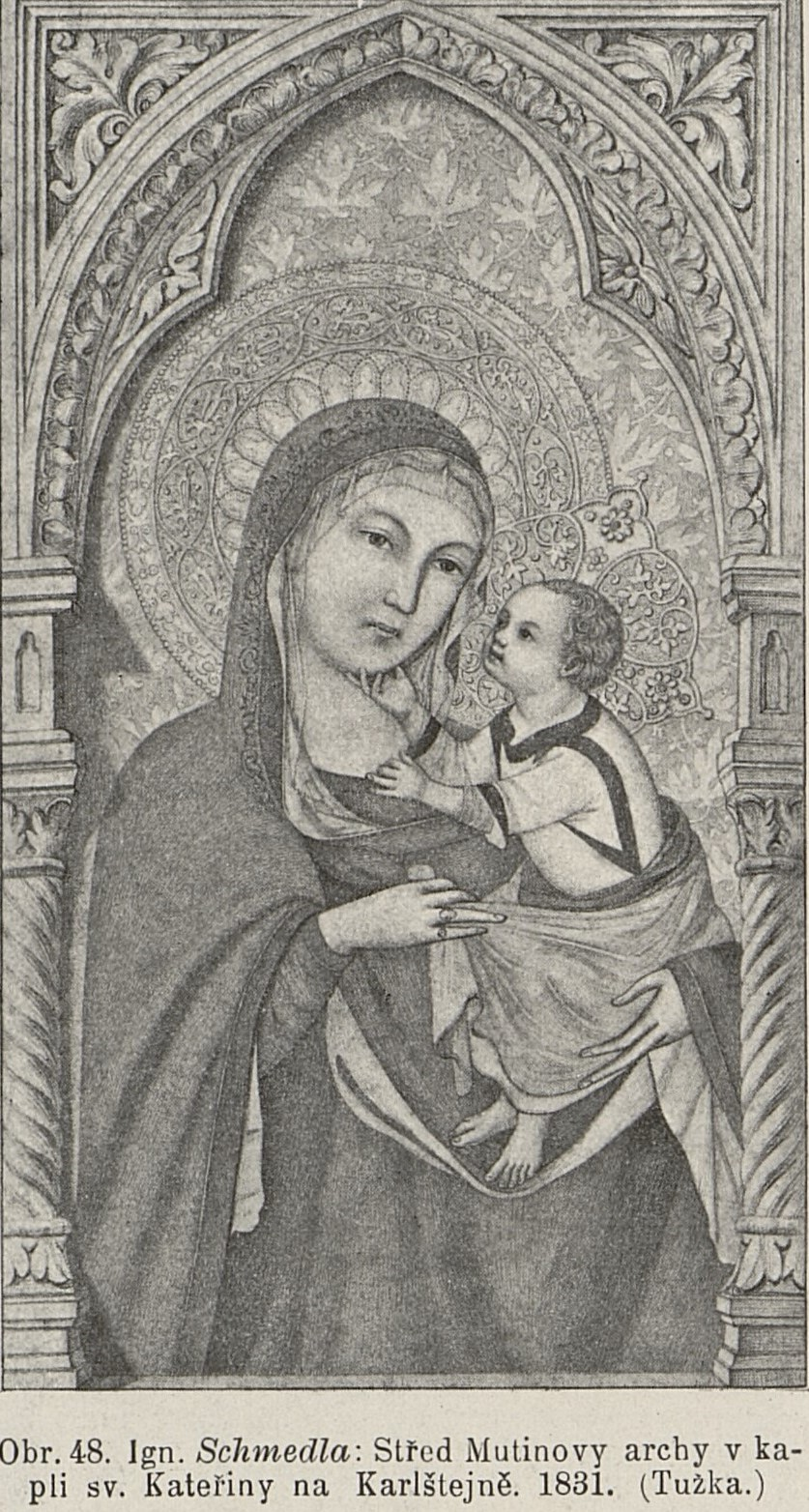
Ignác Schmedla: Střed Mutinovy archy, Karlštejn (kopie, 1831)